# David Masson
David Masson, född den 2 december 1822 i Aberdeen, död den 6 oktober 1907, var en skotsk litteraturhistoriker.
Masson kallades 1852 till professor i engelska språket och litteraturen vid University College i London och 1865 till professor i vältalighet och engelsk litteratur vid Edinburghs universitet. År 1893 blev han Skottlands rikshistoriograf och 1895 tog han avsked från professuren. Åren 1859–1868 redigerade Masson Macmillan's magazine. Bland hans arbeten märks, utom en mängd tidskriftsbidrag, Essays, biographical and critical: chiefly on english poets (1856; tillökad upplaga i 3 band, 1874, med särskilda titlar: Wordsworth, Shelley, and Keats, The three devils: Luther's, Milton's and Goethe's och Chatterton), hans mest betydande verk, Life of John Milton (6 band, 1858–1880), vilken levnadsteckning även dröjer utförligt vid alla tidsomständigheterna och anses för klassisk, ett arbete om engelska novellister (1859), ett om den moderna engelska filosofin (1865), De Quincey (i serien Men of letters) och Carlyle (1885). Miltons arbeten utgavs av Masson 1874 i två mönstergilla upplagor och De Quinceys 1889–1890 (14 band).